# Tomkovice
Tomkovice (Hierochloë) je rod trav, tedy rostlin z čeledi lipnicovitých (Poaceae). Jedná se o vytrvalé byliny. Jsou trsnaté nebo s oddenky. Rostliny často silně voní kumarinem. Stébla dorůstají výšek zpravidla 7–120 cm. Čepele listů jsou ploché, skládané nebo svinuté, na vnější straně listu se při bázi čepele nachází jazýček, 2–5,5 mm dlouhý. Květy jsou v kláscích, které tvoří rozkladitou latu. Klásky jsou zboku smáčklé, vícekvěté (zpravidla 3 květy), dolní 2 květy však jsou samčí, pouze horní oboupohlavný. Na bázi klásku jsou 2 plevy, které téměř stejné nebo nestejné, bez osin. Pluchy jsou bez osin nebo osinaté, osiny často jen u pluch samčích květů, bez kolének, zpravidla kratší než plucha. Plušky jsou bez kýlu, nebo u samčích květů dvoukýlné. Plodem je obilka, která je okoralá. Celkově je známo asi 30 druhů, které najdeme v mírném a chladném pásu, místy i adventivně. Nejblíže příbuzným rodem je podobně aromatická tomka (Anthoxanthum), s níž je v některých zdrojích slučována do jediného širokého rodu Anthoxanthum.

## Druhy rostoucí v Česku

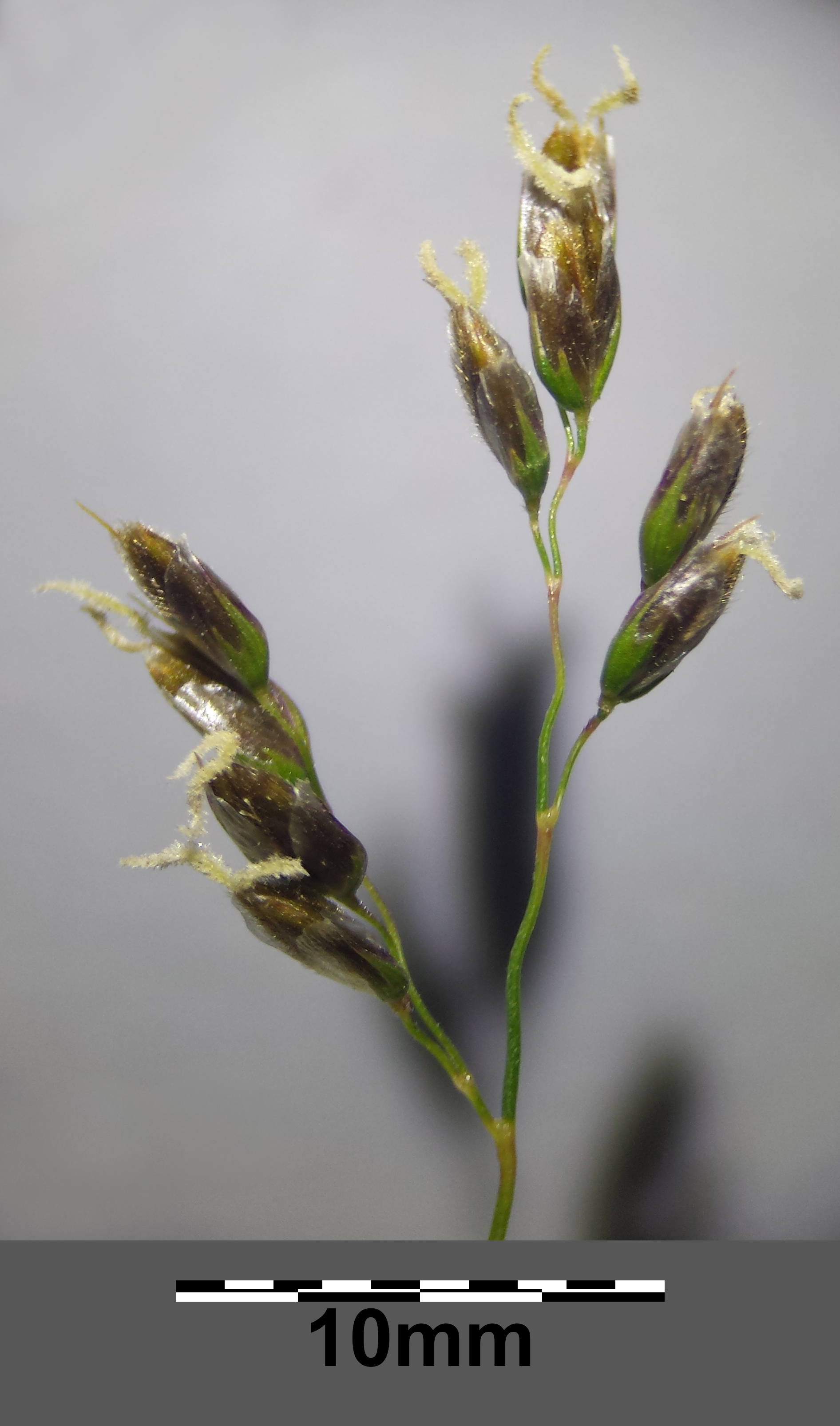
Tomkovice jižní

V České republice rostou pouze 3 druhy z rodu tomkovice (Hierochloë). Nejběžnější je tomkovice jižní (Hierochloë australis), kterou najdeme celkem vzácně ve světlých listnatých lesích teplých oblastí. Tomkovice vonná (Hierochloë odorata) je kriticky ohrožený druh (C1), vyskytující se velmi vzácně v Polabí. Blízce příbuzná tomkovice plazivá (Hierochloë repens) roste velmi vzácně na jižní Moravě, např. v oblasti soutoku Moravy a Dyje a patří také mezi kriticky ohrožené druhy (C1). Běžnější je v sousední Záhorské nížině na Slovensku. Výskyt dalšího druhu tomkovice chlupaté (Hierochloë hirta) nebyl zatím hodnověrně prokázán.